# صادق خان زند
اعتِمَادُ الدَّولَة وَزهَيرُ الدَّولَة مُحَمَّد صَادِق بَهَادُر خَان زَند (بالفارسية: اعتمادالدوله زهیرالدوله محمدصادق بهادرخان زند) (114‌1هـ - 18 ربيع الأوَّل 1196هـ المُوافق فيه 1728م - 14 آذار (مارس) 1781م)، المعروف أيضًا بِـ«محمد صادق خان» هو خامس مُلُوك الدَّولة الزنديَّة الذين حكموا في الديار الإيرانيَّة المُسمَّاة ممالك إيران المحروسة، لِخمسة عُقُود من الزمن. وقد حكم صادق خان البلاد من سنة 1193هـ الموافقة لسنة 1779م إلى سنة 1196هـ الموافقة لسنة 1781م.
ينتمي صادق خان إلى قبيلة الزند وهي قبيلة صغيرة وغير معروفة من قبيلة لاك   فرع من قومية اللور   الذين ربما كانوا في الأصل أكراداً   تركزت قبيلته زند في قريتي باري وكامازان في منطقة ملاير ولكن تم العثور عليهم أيضًا وهم يتجولون في سلاسل زاغروس المركزية وريف همدان.  صادق خان هو ابن أحد أفراد عائلة عناق خان زند ، ولديه 3 أخوات ، أخ اسمه كريم خان زند، وأخوان غير أشقاء يُدعون زكي خان زند وإسكندر خان زند. في عام 1722، كانت الإمبراطورية الصفوية على وشك الانهيار حيث استولت سلالة هوتاك الأفغانية على أصفهان ومعظم مناطق وسط وشرق إيران بينما احتل الروس العديد من المدن في شمال إيران. في نفس الوقت تقريبًا استغلت الإمبراطورية العثمانية انحطاط إيران لغزو عدد كبير من مناطق التخوم الغربية. هناك واجهوا معارضة جريئة من العشائر المحلية بما في ذلك الزنديين الذين كانوا تحت قيادة الزعيم مهدي خان زند حيث قاموا بمضايقة قواتهم ومنعهم من التقدم أكثر إلى إيران. 
في عام 1732 قام نادر قولي بيك الذي أعاد الحكم الصفوي في إيران وأصبح الحاكم الفعلي للبلاد برحلة استكشافية إلى نطاقات زاغروس في غرب إيران من أجل إخضاع القبائل التي اعتبرها قطاع طرق.
هزم في البداية بختياري وفيليس الذين أجبرهم على الهجرة الجماعية بأعداد أكبر إلى خراسان. ثم طرد مهدي خان زند وقواته من معقلهم في باري مما أسفر عن مقتل الأخير و 400 من أقاربه من الزند وأُجبر أفراد القبيلة الباقون على الهجرة الجماعية تحت قيادة عناق خان زند وشقيقه الأصغر بودق خان زاند إلى أبيورد ودرغز حيث تم دمج أعضائها القادرين في جيش نادر.

### الخدمة تحت إشراف كريم خان زند
في عام 1774 بدأ الحاكم المملوكي للمقاطعة العثمانية في العراق عمر باشا ،التدخل في شؤون إمارة بابان التابعة له والتي وقعت منذ وفاة سلفه سليمان أبو ليلى باشا في عام 1762 ، أكثر فأكثر تحت تأثير حاكم زند أردالان ، خسرو خان بوزورغ. هذا جعل عمر باشا يقيل حاكم البابان محمد باشا ، ويعين عبد الله باشا حاكمًا جديدًا لها، ومن ثم استولى عمر باشا على فلول الحجاج الإيرانيين الذين لقوا حتفهم أثناء الطاعون الذي عصف بالعراق عام 1773 - وتقاعسه عن الدفع من الحجاج الإيرانيين لزيارة الأماكن الشيعية المقدسة في النجف وكربلاء مما أعطى كريم خان سبب الحرب لإعلان الحرب ضد العثمانيين. 
كانت هناك أيضًا أسباب أخرى لإعلان كريم خان الحرب - مشهد حيث يقع ضريح الإمام الرضا المقدّس ، لم تكن تحت سيطرة زند ، مما يعني أن الدخول المجاني إلى المقدسات في العراق كان أكثر أهمية لكريم خان مما كان عليه في أيام الشاهات الصفوية والأفشاريدية. 
كان جيش الزند مستاءً من المصائب التي دخلت إيران، وسعى لاستعادة سمعته وقوته بعد أخطاء زكي خان زند الفادحة في جزيرة هرمز في الخليج العربي، والأهم من ذلك أن البصرة كانت ميناءً تجاريًا هاماً تجاوزت ميناء مدينة بوشهر المنافسة في فارس عام 1769 عندما تخلت شركة الهند الشرقية عن المدينة لصالح البصرة. 
اشتبكت قوات الزند بقيادة علي مراد خان زند ونزار علي خان زند بعد فترة وجيزة مع قوات الباشا في كردستان، حيث أبقوها في مأزق بينما حاصر صادق خان بجيش قوامه 30 ألفًا البصرة في أبريل 1775. وسرعان ما انسحبت قبيلة المنتفق العربية المتحالفة مع محافظ البصرة دون بذل أي جهد لمنع صادق خان من المرور عبر شط العرب فيما زوده بنو كعب وعرب بوشهر بالقوارب والمراكب. 

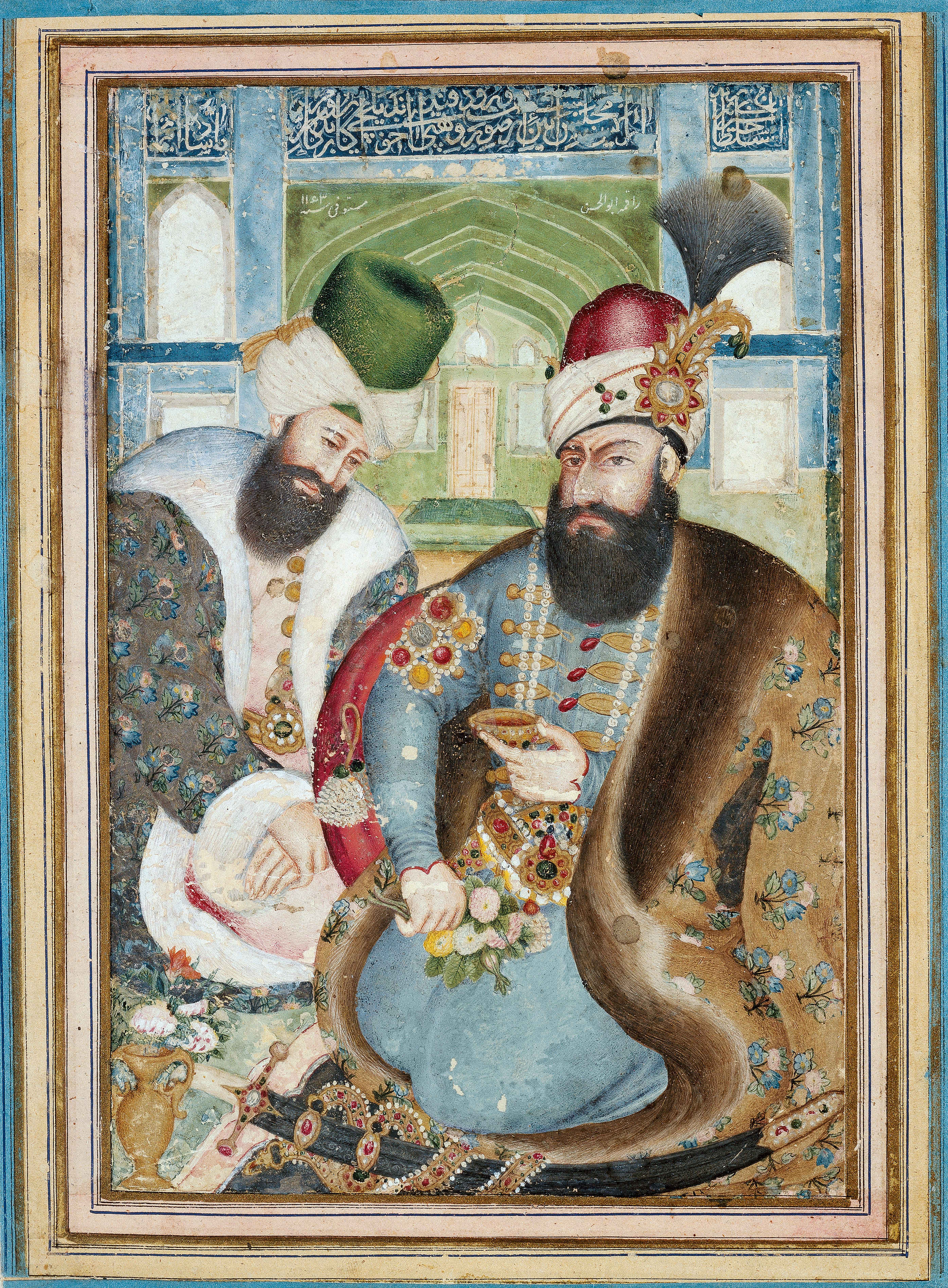
كريم خان زند مع المبعوث العثماني وهبي أفندي.

قاوم سليمان آغا قائد حصن البصرة، قوات صادق خان بإصرار، الأمر الذي جعل الأخير يقيم تطويقًا سيستمر لأكثر من عام. وقد اعتدى هنري مور الذي ينتمي إلى شركة الهند الشرقية على بعض قوارب مخزون صادق خان وحاول سد شط العرب ثم غادر إلى بومباي في الهند.
بعد بضعة أشهر وتحديداً في أكتوبر قدمت مجموعة من السفن العمانية الإمدادات والمساعدات العسكرية إلى البصرة، مما رفع معنويات قواتها إلى حد كبير. ومع ذلك كان هجومهم المشترك في اليوم التالي متذبذبًا وقد اختارت السفن العمانية في النهاية الانسحاب مرة أخرى إلى مسقط خلال فصل الشتاء، لتجنب المزيد من الخسائر. 
وصلت التعزيزات من بغداد بعد ذلك بوقت قصير والتي صدتها قبيلة خزاعل وهي قبيلة عربية شيعية متحالفة مع قوات الزند. في ربيع 1776 أدى الحصار الضيق من قبل صادق خان إلى أن المدافعين كانوا على حافة المجاعة فقد هجر جزء كبير من قوات البصرة سليمان آغا في حين أن الشائعات عن انتفاضة محتملة جعلت سليمان آغا يستسلم في 16 أبريل 1776. 
على الرغم من وفاة السلطان العثماني مصطفى الثالث (حكم من 1757 إلى 1774) وخلفه أخوه غير الكفؤ عبد الحميد الأول (حكم من 1774 إلى 1789) والهزيمة العثمانية الأخيرة للروس إلا أن الرد العثماني على الحرب ضد الإيرانية كانت بطيئة بشكل غير عادي.
في فبراير 1775، قبل إعلان حصار البصرة عن اسطنبول، وبينما كانت جبهة زاغروس سلمية مؤقتًا تم إرسال السفير العثماني وهبي أفندي إلى شيراز. وصل إلى شيراز في نفس الوقت الذي حاصر فيه صادق خان البصرة، "لكنه لم يكن مفوضًا للتفاوض بشأن هذه الأزمة الجديدة". 
في عام 1778، توصل كريم خان إلى تسوية مع الروس لشن هجوم تعاوني على شرق الأناضول ومع ذلك لم يحدث الغزو أبدًا بسبب وفاة كريم خان في 1 مارس 1779 ،  بعد أن كان مريضًا لمدة ستة أشهر على الأرجح بسبب مرض السل .  وقد تخلى صادق خان وقواته عن البصرة بعد فترة وجيزة وانسحبوا.

### فتره حكم

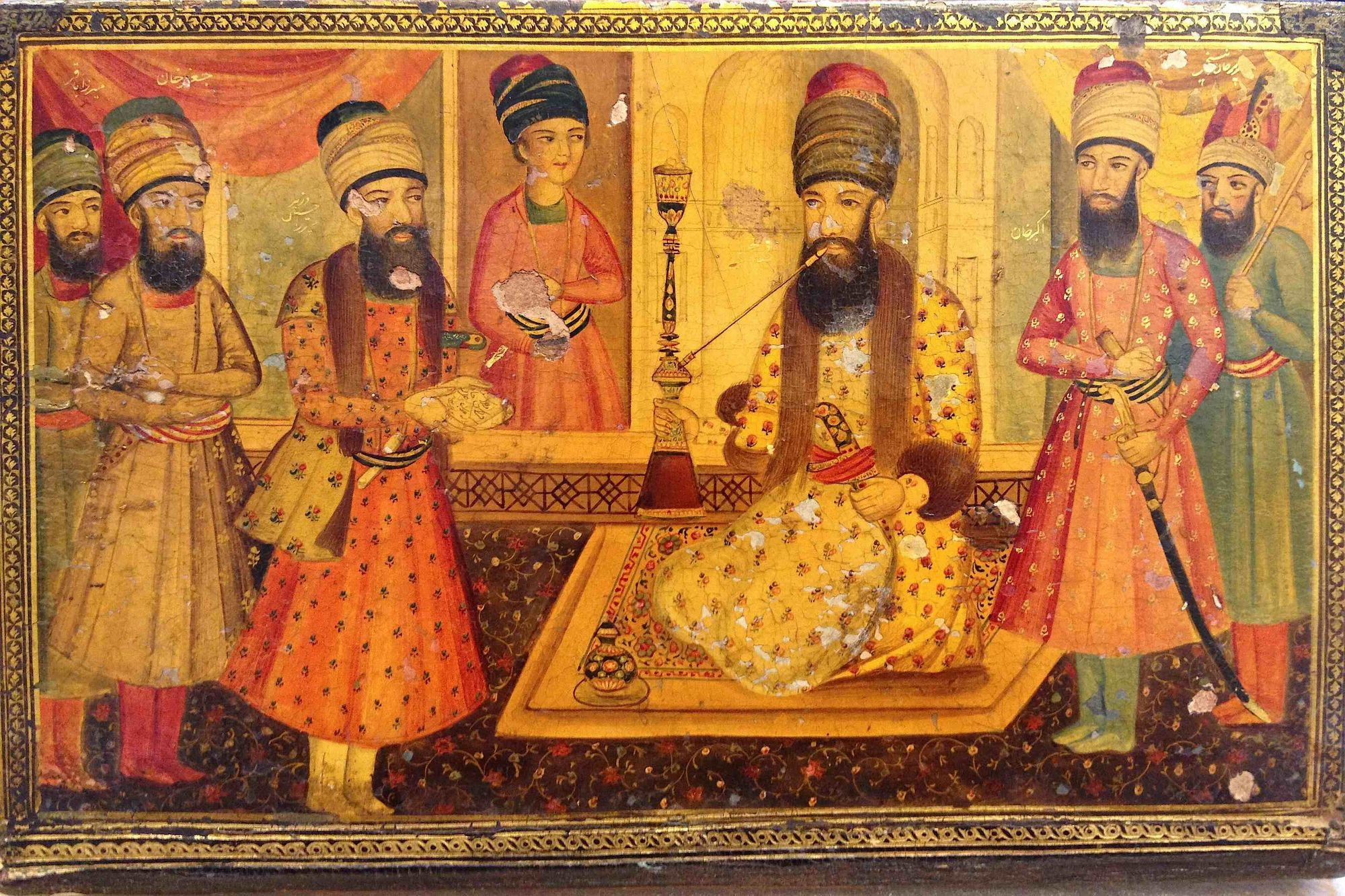
مجلس صادق خان زند.

تبع وفاة كريم خان في مارس 1779 صراع على السلطة. أُعلن أبناؤه محمد علي خان وأبو الفتح خان زند حاكمين مشاركين لكن حكمهم كان اسميًا فقط بينما القوة الحقيقية كانت بيد عمهم زكي خان، حيث قُتل زكي خان على يد أهالي أصفهان وبعد ذلك نشب تمرد واسع النطاق. علي مراد خان زند قائد الجيش الملكي، والذي تم إرساله لتقويض هجوم قاجار في الشمال قام فجأة بخيانة أبو الفتح وترك العاصمة بلا حماية.
صادق خان بدعم من الإمام النزاري أبو الحسن علي جمع جيشًا في كرمان وغزا شيراز حيث واجه مقاومة قليلة.
في 22 أغسطس 1779، توفي أبو الفتح بنوبة قلبية وأصبح حاكم إيران.
سبب وفاته غير معروف لكن علي مراد خلفه.